# Burmoniscus comtus
Burmoniscus comtus is een pissebed uit de familie Philosciidae. De wetenschappelijke naam van de soort is voor het eerst geldig gepubliceerd in 1895 door Gustav Budde-Lund.